# Ucraino-brasiliani

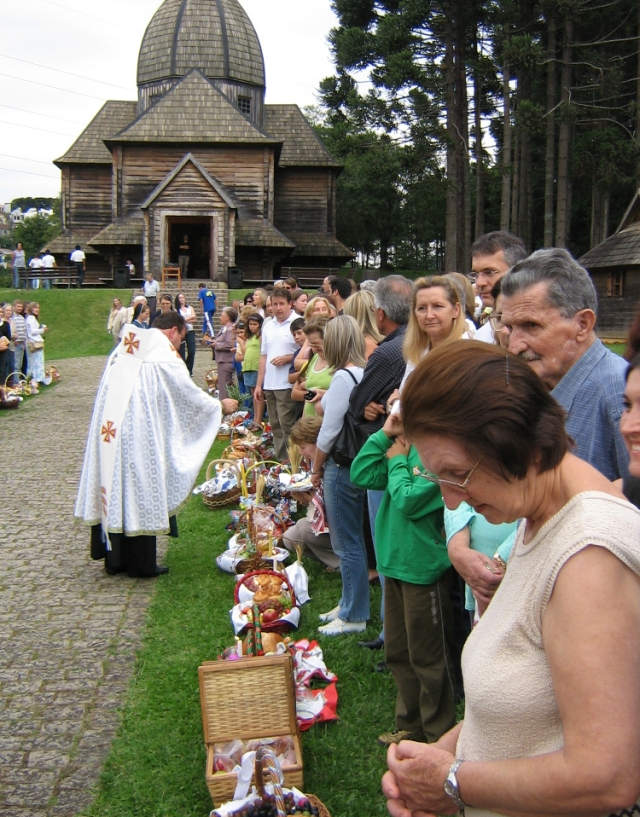
Ucraino-brasiliani alla cerimonia della benedizione serale degli alimenti (Pasqua 2006, a Curitiba)

Gli ucraino-brasiliani (in portoghese: Ucraniano-brasileiro; in ucraino Українці Бразилії?, Ukrajinci Brazyliji) sono una comunità etnica del Brasile. Attualmente, 900.000 ucraini vivono nel Paese, dei quali l'80% si concentra in una regione collinare compatta (circa 5000 km2) nella parte centromeridionale nello Stato del Paraná, nel sud del Brasile. Questa regione è da loro chiamata l'Ucraina brasiliana.
Nuclei meno consistenti si trovano poi negli stati di San Paolo, Santa Catarina e Rio Grande do Sul.
Le città con la maggiore concentrazione di ucraini sono Prudentópolis (circa 38.000, ossia il 75% dell'intera popolazione cittadina), Curitiba (33.000) e União da Vitória (26.400).
Il Brasile ospita la maggiore comunità ucraina dell'America latina, la terza a livello mondiale al di fuori del territorio dell'ex Unione Sovietica, subito dopo Stati Uniti e Canada. 
Rispetto agli ucraini del Nordamerica, quelli del Brasile (come pure quelli della vicina Argentina) discendono da ondate migratorie più antiche e tendono ad essere più poveri, più concentrati in ambito rurale e maggiormente attaccati alla propria identità culturale, nell'ambito della quale grande importanza viene assegnata alla Chiesa.
Il 70% circa degli ucraini del Brasile vive in comunità agricole chiamate "colonie", dove si coltivano soprattutto grano, riso, fagioli neri ed erva mate.

## Origini
La maggior parte degli ucraini del Brasile discende da coloni provenienti dalla regione della Galizia orientale. 
Nel XIX secolo la Galizia era una regione agricola e povera dell'Impero austro-ungarico. La maggior parte degli ucraini della regione erano contadini, con forti incentivi alla emigrazione a causa della scarsità di terre da coltivare, esacerbata dalla crescita demografica.
A completare il quadro sociale della Galizia, vi erano il clero (l'élite letterata della regione, della quale animava la vita sociale e culturale) e l'aristocrazia di etnia polacca. 
I contrasti fra i nobili polacchi, da un lato, e i contadini e sacerdoti ucraini, dall'altro, favorirono lo sviluppo di un forte senso patriottico da parte ucraina.

## La prima ondata migratoria
La maggioranza degli ucraini del Brasile discende dagli immigrati che giunsero nel Paese prima dello scoppio della prima guerra mondiale. Anche se l'arrivo degli ucraini cominciò nel 1872, i flussi maggiori, provenienti dalla Galizia sotto controllo austro-ungarico, si ebbero nel 1895. Durante il periodo noto come "febbre brasiliana" (1895-1897) più di 20.000 piccoli coltivatori e braccianti raggiunsero il Paese, inseguendo la promessa di terra fertile a buon prezzo. 
Il governo brasiliano, al tempo, era interessato ad incrementare l'immigrazione europea, tanto da arrivare, spesso, a pagare il costo del viaggio dall'Europa (permettendo dunque anche ai più poveri di emigrare), e ad offrire cibo e vestiario. Tuttavia, dopo il loro arrivo, i coloni scoprivano la dura realtà dei fatti: spesso le terre non erano così fertili come promesso e, soprattutto, erano lontane dalle zone civilizzate e da ogni forma di assistenza. I coloni, non abituati al clima locale, in molti casi si ammalavano e morivano senza alcuna forma di assistenza medica. Tali sofferenze giunsero all'orecchio anche della madrepatria: si pensi, ad esempio, al poema "In Brasile" del poeta ucraino Ivan Franko. 
A seguito della diffusione della notizia circa le difficoltà sperimentate dai migranti in Brasile, il flusso migratorio verso il Paese decrebbe notevolmente, e il Canada rimpiazzò il Brasile come principale destinazione degli ucraini alla volta delle Americhe. 
Fu così che, sino al 1907, meno di 1.000 ucraini dell'Ucraina occidentale giungevano in Brasile ogni anno. Dal 1907 al 1914, circa 15.000-20.000 ucraini furono invece portati in Brasile dal governo brasiliano per costruire una ferrovia che andava dallo Stato di San Paolo a quello di Rio Grande do Sul, attraverso lo Stato di Paraná.

## La seconda e la terza ondata
Tra le due guerre, più di 9.000 ucraini emigrarono in Brasile. Questo gruppo era più diversificato rispetto al precedente, dato che i coloni provenivano non solo dalla Galizia, ma anche dalla Volinia, dalla Polesia e, in numero meno consistente, dalla Rutenia, dalla Bucovina e da alcuni insediamenti ucraini in Jugoslavia. 
Tra di essi ve ne erano alcuni con un certo grado di istruzione e di attivismo politico: fu così che, nel 1922, su iniziativa di un rappresentante dell'effimera Repubblica nazionale dell'Ucraina occidentale, si formò l'"Unione ucraina del Brasile", la quale assunse un ruolo di spicco nella vita politica, economica e culturale della comunità.
L'ultimo flusso di ucraini (circa 7.000 persone) raggiunse il Brasile tra il 1947 e il 1951: si trattava, per la maggior parte, di rifugiati politici in fuga dalle autorità sovietiche a caccia di collaborazionisti filo-nazisti.  Questo gruppo era per lo più formato da individui più istruiti rispetto alle ondate precedenti, fra cui numerosi intellettuali. Molti di essi emigrarono successivamente in altri paesi, specialmente negli Stati Uniti e in Canada, alla ricerca di migliori opportunità economiche.

## Lingua e cultura

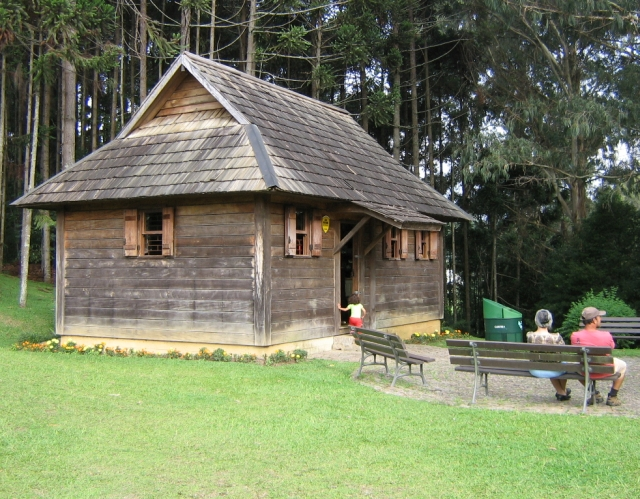
Architettura ucraina a Curitiba

Sebbene la maggior parte degli ucraini del Brasile viva nel Paese da circa 4-5 generazioni e pochi di essi abbiano mai visitato l'Ucraina, essi hanno preservato la lingua e la cultura ucraine, soprattutto nelle zone rurali
. Ciò è dovuto soprattutto ai notevoli sforzi delle chiese ucraine. A dimostrarlo, vi è il fatto che tra gli ucraini d'Argentina, dove i centri religiosi non erano così forti, la lingua ucraina è pressoché scomparsa.
Di conseguenza, nei centri rurali la lingua ucraina è ancora largamente utilizzata in ambito domestico, presso le chiese e nella vita di paese: cosicché, ancora oggi, non è infrequente per i bambini ucraini età pre-scolastica non essere in grado di parlare il portoghese. Tuttavia, nonostante il diffuso uso colloquiale della lingua, la capacità di leggere e scrivere in ucraino è più limitata (circa il 50% della popolazione ucraina è in grado di scrivere in ucraino). 
A causa dell'isolamento dall'Ucraina, gli ucraini del Brasile parlano un dialetto della Galizia, nella sua forma di 100 anni fa.
Il 90% dei servizi religiosi è officiato in ucraino: per meglio comprendere questo dato, basti pensare che fra i 700.000 polacchi presenti in Brasile, solo due chiese usano ancora la lingua polacca. 
Nello stato di Paraná, cinque stazioni radio, (fra cui Zabava) trasmettono in ucraino. 
Solo fra l'ultima generazione (vale a dire i giovani sotto i 15 anni) la lingua portoghese sembra davvero avere preso piede.
Nelle zone rurali, raramente gli ucraini sposano non ucraini e, solitamente, il consorte non-ucraino viene assimilato dal punto di vista culturale. Di tanto in tanto, le altre comunità etniche vicine (cablocos, polacchi, tedeschi e italiani) accusano la comunità ucraina di eccessivo isolazionismo, sebbene il senso di ospitalità sia piuttosto sviluppato. Gli ucraini del Brasile definiscono solitamente se stessi (nonché gli ucraini di altri Paesi) "la nostra gente" (Nashi Liudy) e soprannominano gli appartenenti ad altre etnie Chorni ("neri").
La situazione è invece piuttosto diversa nelle aree urbane, dove gli ucraini tendono ad essere maggiormente assimilati alla cultura brasiliana e ad adottare la lingua portoghese.

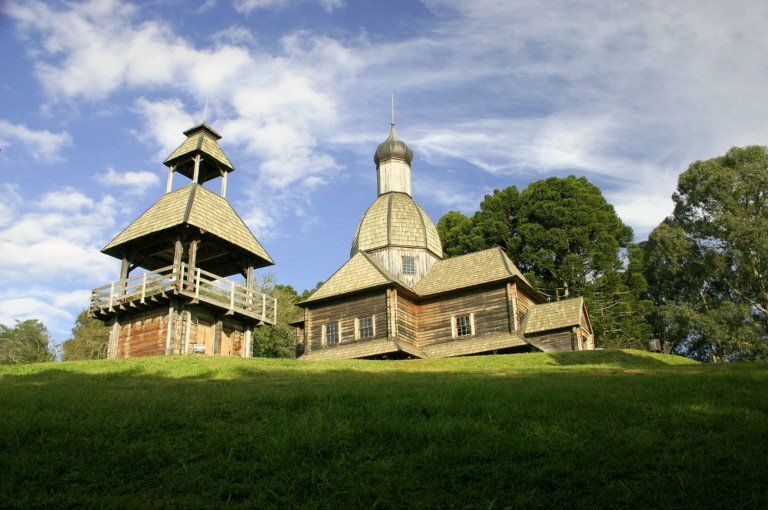
Una chiesa ucraina a Curitiba.

## Istruzione
A seguito di un emendamento alla costituzione dello stato del Paraná, promosso dal deputato di etnia ucraina Vira Vichymyshyn Azhibert, la lingua ucraina è ora insegnata anche nelle lingue statali. Nel marzo del 1991, la lingua era insegnata in 4 scuole per un totale di 600 studenti ma da allora il numero di istituti è aumentato. L'Università Federale del Paraná, con sede a Curitiba, tiene corsi pedagogici per insegnanti di lingua ucraina. Nella città di Curitiba, infine, il sabato operano scuole dove si insegna l'ucraino.
Per quel che invece riguarda le scuole private, le Sorelle di Maria Immacolata gestiscono 17 scuole dell'infanzia, 30 scuole elementari e due istituti secondari.

## Brasiliani celebri di etnia ucraina
- Maria Berushko - insegnante, potrebbe divenire la prima santa cristiano-ortodossa dell'America Latina (di origine ucraina e di religione ortodossa).[8]
- Héctor Babenco - regista, produttore, attore (naturalizzato brasiliano, nato in Argentina da padre ucraino e madre ebreo-polacca).[9]
- Oxana Narozniak - scultore (nato in Germania, di origine ucraina e attualmente residente a Curitiba).[10]
- Vira Vovk - poetessa (nata in Ucraina ed emigrata in Brasile dopo la seconda guerra mondiale).[11]
- Eliana Michaelichen Bezerra (madre russo-ucraina).[12]
- Clarice Lispector (ebrea nata in Ucraina, naturalizzata brasiliana).[13]
- José Mindlin (genitori ebrei provenienti dall'Ucraina).[14]
- Noel Nutels - dottore che si dedicà ai nativi (nato in Ucraina, naturalizzato brasiliano).[15]